# Gopanavaripalli, Bagepalli
Gopanavaripalli là một làng thuộc tehsil Bagepalli, huyện Kolar, bang Karnataka, Ấn Độ.